# Julien Simon
Julien Simon (nascido em Rennes, Bretanha, a 4 de outubro de 1985) é um ciclista profissional francês. Actualmente corre para a equipa Cofidis, Solutions Crédits.
Estreiou como profissional em 2008 com a equipa francesa do Crédit Agricole. Em 2009 alinhou pelo Besson Chaussures-Sojasun, no que permaneceu até à temporada de 2013.

## Palmarés
2011
- Clássica de Ordizia

2012
- 2 etapas da Volta à Catalunha
- Tour de Finistère
- Grande Prêmio de Plumelec-Morbihan
- Grande Prêmio de Valonia

2014
- Grande Prêmio de Plumelec-Morbihan
- Copa da França (ver nota)[2]

2017
- 1 etapa do Tour de Haut-Var

2018
- Tour de Doubs

2019
- Tour de Finistère[3]
- 2º no Campeonato da França em Estrada

## Resultados nas Grandes Voltas e Campeonatos do Mundo
Durante a sua carreira desportiva tem conseguido os seguintes postos nas Grandes Voltas e nos Campeonatos do Mundo:
| Carreira           | 2008 | 2009 | 2010 | 2011 | 2012 | 2013 | 2014 | 2015 | 2016 | 2017 | 2018 | 2019 |
| ------------------ | ---- | ---- | ---- | ---- | ---- | ---- | ---- | ---- | ---- | ---- | ---- | ---- |
| Giro d'Italia      | -    | -    | -    | -    | -    | -    | -    | -    | -    | -    | -    | -    |
| Tour de France     | -    | -    | -    | -    | 92º  | 87º  | 109º | 94º  | -    | 117º | 101º | 108º |
| Volta a Espanha    | -    | -    | -    | -    | -    | -    | -    | 74º  | -    | -    | -    | -    |
| Mundial em Estrada | -    | -    | -    | -    | -    | -    | -    | Ab.  | -    | 32º  | -    | -    |

-: não participa 

Ab.: abandono

## Equipas
- Crédit Agricole (2008)
- Sojasun (2009-2013)
  - Besson Chaussures-Sojasun (2009)
  - Saur-Sojasun (2010-2012)
  - Sojasun (2013)
- Cofidis, Solutions Crédits (2014-2018)